# Funafala

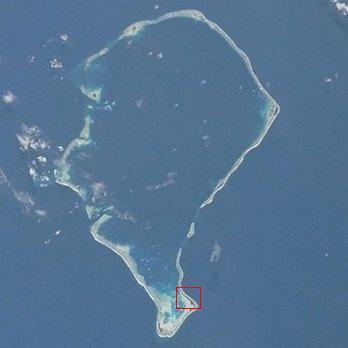
Ligging van Funafala in Funafuti

Funafala is een eiland in het belangrijkste Tuvaluaanse atol, Funafuti.
Naast Fongafale en Motuloa is ook Funafala bewoond. Qua oppervlakte en inwonertal ligt het hier in het midden. Het is het op een na grootste eiland van Funafuti en het grootste van Zuid-Funafuti. Op het eiland ligt één dorpje dat bestaat uit enkele houten huisjes en hutten, en er is een strand dat bij vloed overstroomt. Er zijn geen logies noch winkels. Je vindt er vrolijke families en tropische strandhuisjes terug. Het eiland is het meest oostelijke van Zuid-Funafuti. Het is krom en heeft een lengte van ongeveer 3 km. Je kan het eiland driemaal per week bezoeken met de catamaran van de Funafuti Island Council, met een stop van twee uur.